# Tropidophorus berdmorei
Tropidophorus berdmorei — вид сцинкоподібних ящірок родини сцинкових (Scincidae). Мешкає в Південно-Східній Азії.

## Поширення і екологія
Tropidophorus berdmorei мешкають в М'янмі, в горах західного і північного Таїланду та північно-західного Лаосу, в також трапляються в китайській провінції Юньнань. Вони живуть у вологих тропічних лісах, серед скель на берегах струмків. Зустрічаються на висоті від 170 до 1000 м над рівнем моря, переважно на висоті від 600 до 900 м над рівнем моря. Ведуть денний спосіб життя. Живляться комахами, дрібними ракоподібними і черв'яками. Є яйцеживородними.